# ギー・ラコンブ
ギー・ラコンブ（Guy Lacombe、1955年6月12日 - ）は、フランス・ヴィルフランシュ＝ド＝ルエルグ出身の元サッカー選手、現サッカー指導者。選手時代のポジションはFW。

## 経歴

### 選手
20歳まで地元ヴィルフランシュ＝ド＝ルエルグのクラブでプレーしていたが、1975年にディヴィジョン・トロワ（3部相当）のUSアルビに移籍してデビューし、1976年にディヴィジョン・アン（1部）のFCナントに移籍した。ナントでは1976-77シーズンにリーグ優勝を果たし、その後の2シーズンも2位となった。1978-79シーズンにはクープ・ドゥ・フランスでも優勝した。その後はRCランス、FCトゥール、トゥールーズFC、スタッド・レンヌ、リール、ASカンヌでプレーし、1989年に現役引退した。
1984年にはU-23フランス代表としてロサンゼルスオリンピックに出場して金メダルを獲得した。

### 指導者
2002年から2005年まではFCソショーを率い、ブノワ・ペドレッティやジェレミー・メネスのような才能ある若手の発掘に能力を発揮した。2002-03シーズンにはリーグ戦で5位、クープ・ドゥ・ラ・リーグで準優勝し、2003-04シーズンにはリーグ戦で再び5位、クープ・ドゥ・ラ・リーグでクラブ初の優勝を飾った。2005年にパリ・サンジェルマンFCの監督に就任し、2005-06シーズンはリーグ戦こそ9位だったものの、クープ・ドゥ・フランスで優勝してUEFAカップ出場権を獲得した。2006-07シーズンは下位に低迷し、2007年1月に解任されてポール・ル・グエン監督と交代した。
2007年にスタッド・レンヌ監督に就任した。2008-09はリーグ戦で18戦無敗の快進撃を続け、クープ・ドゥ・フランスでは決勝に進出したが、リーグ戦では終盤戦に失速して7位に終わり、クープ・ドゥ・フランスではリーグ・ドゥのEAギャンガンに敗れて準優勝であった。クラブの首脳陣との確執が噂され、2009年6月3日にレンヌの監督を退いた。同6月、ブラジル人のリカルド・ゴメス監督の後任としてASモナコと2011年6月までの契約を交わした。2009-10シーズンはクープ・ドゥ・フランスで準優勝したが、リーグ戦では中位をさまよい、2010-11シーズンも降格圏内に低迷すると、クープ・ドゥ・フランスで5部リーグのChambéryに敗れたため、2011年1月10日にモナコ監督を解任された。
2012年11月7日、UAEリーグのアル・ワスルFCの監督に就任したが、2013年2月17日に解任された。

## タイトル

### 選手

#### クラブ
- FCナント

ディヴィジョン・アン 優勝 (1) : 1976-77
クープ・ドゥ・フランス 優勝 (1) : 1978-79

#### 代表
- U-23フランス代表

ロサンゼルスオリンピック 金メダル (1) : 1984

### 指導者
- ASカンヌ

クープ・ガンバルデッラ 優勝 (1) : 1995
- FCソショー

クープ・ドゥ・ラ・リーグ 優勝 (1) : 2004
クープ・ドゥ・ラ・リーグ 準優勝 (1) : 2002-2003
- パリ・サンジェルマンFC

クープ・ドゥ・フランス 優勝 (1) : 2006
- スタッド・レンヌ

クープ・ドゥ・フランス 準優勝 (1) : 2009
- ASモナコ

クープ・ドゥ・フランス 準優勝 (1) : 2010